# Министерство науки и технической политики РСФСР
Министерство науки и технической политики — федеральный орган исполнительной власти РСФСР в ноябре 1991 года, созданный для осуществления функций разработки и проведения государственной научно-технической политики. Через две недели после создания было реорганизовано в Министерство науки, высшей школы и технической политики РСФСР.

## Создание и реорганизация
Министерство было образовано в соответствии с указом президента РСФСР Б. Н. Ельцина № 186 от 11 ноября 1991 года. Оно должно было быть создано на базе части Государственного комитета РСФСР по делам науки и высшей школы, занимавшейся вопросами науки, а также двух общесоюзных ведомств: Государственного комитета СССР по науке и технологиям и Государственного комитета СССР по стандартам (который на самом деле был упразднен еще в апреле того же года в связи с реорганизацией правительства СССР). Руководить новым министерством был поставлен Б. Г. Салтыков.
26 ноября 1991 года новый указ президента РСФСР (№ 237) исключил из состава складывавшегося министерства Госстандарт СССР. Его преемником был назначен вновь созданный Государственный  комитет РСФСР по стандартизации, метрологии и сертификации.
Через два дня после этого, 28 ноября 1991 года президентский указ передал в ведение нового министерства вопросы, связанные с высшим и послевузовским образованием, первоначально предназначавшиеся Министерству образования РСФСР, в результате чего министерство было реорганизовано в Министерство науки, высшей школы и технической политики РСФСР.
В силу кратковременности своего существования, министерство, созданное в сложный период формирования государственного аппарата России, складывавшегося из органов власти распадающегося СССР и соответствующих им органов власти РСФСР, не успело перейти к регулярной работе. Будучи преобразованным в Министерство науки, высшей школы и технической политики, оно приступило к реальной работе только в первые месяцы 1992 года.

## Руководство
Министр науки и технической политики.
1. Салтыков, Борис Георгиевич (11 — 28 ноября 1991). 3 декабря 1991 года назначен министром науки, высшей школы и технической политики.